# Tharyarwady
Tharyarwady o Tharrawaddy és una ciutat de Birmània (Myanmar), capital del districte de Tharrawaddy i township de Tharrawaddy. Està situada a 17° 40′ N, 95° 48′ E / 17.667°N,95.800°E a 110 al nord-oest de Yangon. El 1983 consta al cens amb una població de 33.489 habitants, però actualment (2010) estaria ja per damunt dels 50.000 habitants (segons la base de dades GeoNames 54.386 habitants). El 1901 tenia només 1.693 habitants i era una mena de suburbi de Thonze situada a uns 3 km al sud.
Fou capital del districte després del 1878 a causa del seu bon subministrament d'aigua, després de descartar-se com a capitals a Gyobingauk i Kunhnitywa. El seu nom correspon a una antiga capital regional que va existir a uns 10 km a l'est de Gyobingauk, on encara queden les restes. No fou municipi fins avançat el segle xx.